# 第42回ブルーリボン賞 (鉄道)

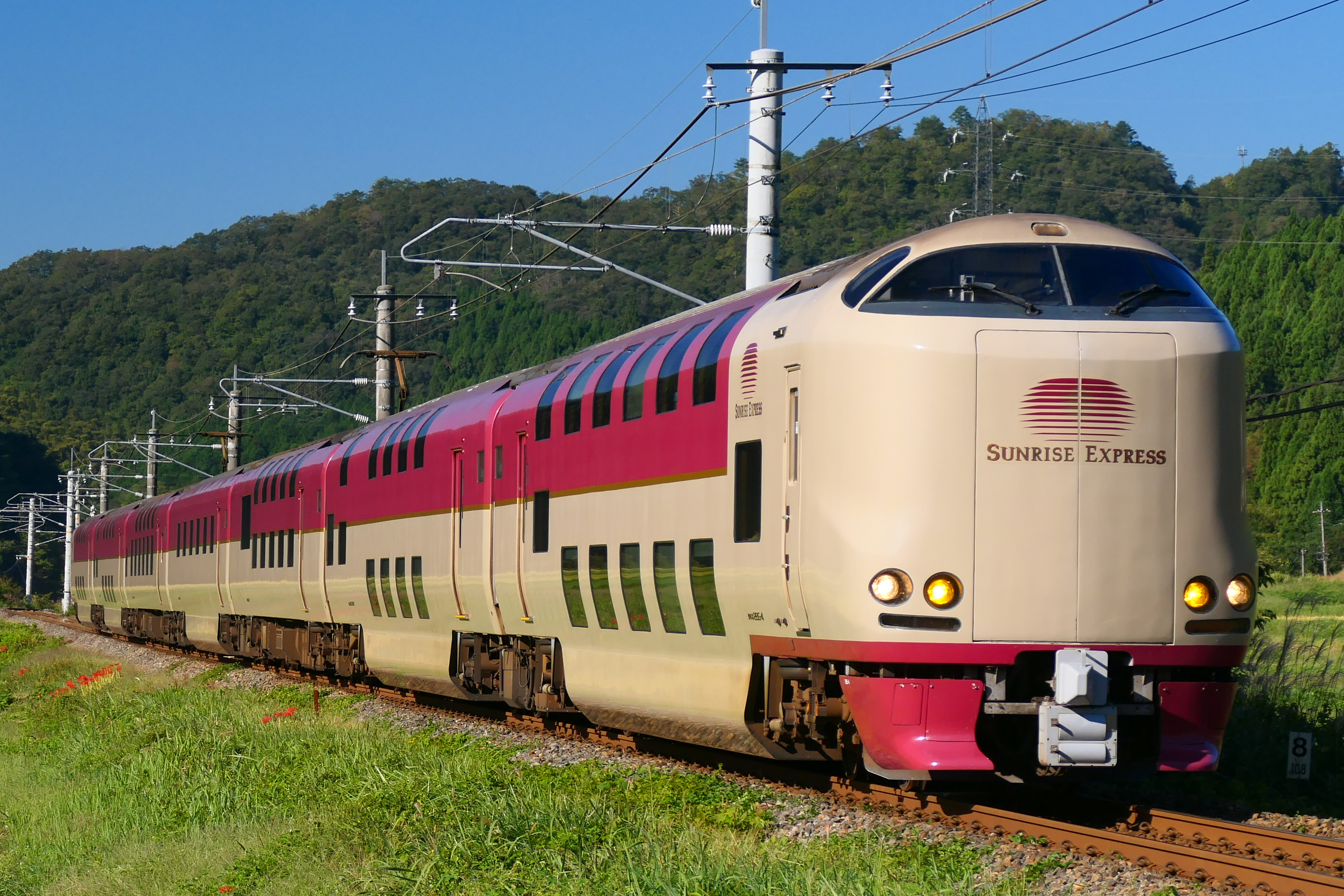
第42回ブルーリボン賞
JR西日本・JR東海285系

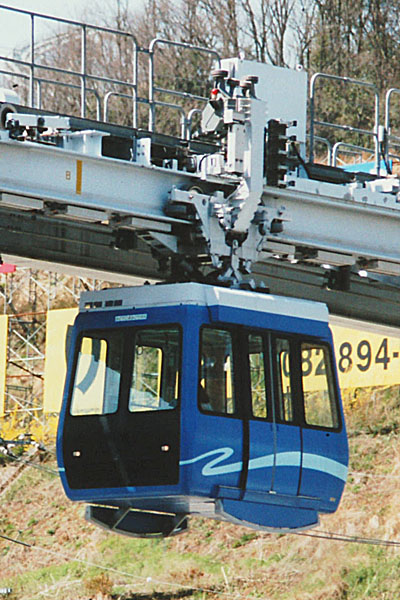
第39回ローレル賞
スカイレールサービス200形

第42回ブルーリボン賞（だい42かいぶるーりぼんしょう）は、1999年に鉄道友の会が選定したブルーリボン賞である。本項では、第39回ローレル賞（だい39かいろーれるしょう）についても併せて記す。

## 概要
日本国内で使用する鉄道・軌道車両のうち、1998年1月1日から12月31日までの間に日本国内で営業運転に就いた新形式車両またはそれとみなせる車両で、候補車両決定の時点で現に営業をしていることを概ねの要件とする選定候補車両27車種のなかから、ブルーリボン賞・ローレル賞各1形式が選定された。

## 選定車両

### ブルーリボン賞
- 西日本旅客鉄道・東海旅客鉄道 285系電車

### ローレル賞
- スカイレールサービス 200形車両

## 候補車両
鉄道友の会ブルーリボン賞・ローレル賞選考委員会が候補車両とした27車種。太字がブルーリボン賞、斜体がローレル賞選定車両。
| 会社名                       | 車両形式 |
| ---------------------------- | --- |
| 北海道旅客鉄道               | キハ400形500番台気動車・キハ56形550番台気動車「お座敷車」 オクハテ510形・オハテフ510形・オハ510形客車 ワキ10000形貨車「カートレインくしろ」 |
| 札幌市交通局                 | 3300形電車 8000形電車 |
| わたらせ渓谷鐵道             | わ99形客車 |
| 東日本旅客鉄道               | E127系100番台電車 209系500番台電車 485系「ニューなのはな」                                                                                  |
| 日本貨物鉄道                 | ワム80000形480000番台貨車 タキ1100形貨車 |
| 京浜急行電鉄                 | 2100形電車 |
| ゆりかもめ                   | 7200系電車 |
| 多摩都市モノレール           | 1000系電車 |
| 明知鉄道                     | アケチ10形気動車 |
| 長良川鉄道                   | ナガラ300形気動車 |
| 近江鉄道                     | 700系電車 |
| 嵯峨野観光鉄道               | SK300形客車 |
| 西日本旅客鉄道               | 113系電車リニューアル車 スハフ12形800番台客車・スハフ13形800番台客車「奥出雲おろち号」                                                      |
| 西日本旅客鉄道・東海旅客鉄道 | 285系電車 |
| 三木鉄道                     | ミキ300形気動車 |
| スカイレールサービス         | 200形車両 |
| 一畑電気鉄道                 | 5000系電車 |
| 松浦鉄道                     | MR-400形気動車 |
| 南阿蘇鉄道                   | MT-3010形気動車 |
| 鹿児島市交通局               | 9700形電車 |